# Неодружений (фільм, 1955)
«Неодружений» (італ. Lo scapolo) — італійська кінокомедія 1955 року режисера Антоніо П'єтранджелі, в якому головні ролі грають Альберто Сорді та Ніно Манфреді. Кінострічка була показана в рамках ретроспективи італійської комедії на 67-му Міжнародному кінофестивалі у Венеції.

## Сюжет
Римський бухгалтер Паоло Ансельмі (Альберто Сорді) все ще неодружений, він впевнений що тільки так зможе захистити свою власну свободу. Одного разу на весіллі свого найкращого товариша і ділового партнера Армандо (Фернандо Фернан Гомес) він віддає йому та новій дружині свою стару квартиру, а сам переїжджає до кімнати в невеликому пансіоні, де зустрічає молоду Габріелу (Сандра Міло). Відносини між ними починають ставати серйозними, але він не хоче зобов'язань і дівчина переїжджає в інше місто.
Паоло примножує пригоди з жінками, але поступово він починає відчувати самотність. Кавалерська компанія тепер уже нудить його, вечори здаються йому одноманітними, його мати продовжує наполягати на одруженні і він починає шукати дружину. Однак серед можливих кандидаток у багатьох є нездоланні вади: ревнощі, балакуча поведінка, родичі, що викликають роздратування. Чи знайдеться серед них така, щоб він здався?

## Ролі виконують
- Альберто Сорді — Паоло Ансельмі
- Сандра Міло — Ґабріелла
- Ніно Манфреді — Пеппіно
- Мадлен Фішер[it] — Карла Альберіні
- Анна Марія Панкані[it] — Ельза
- Аббе Лейн[it] — Аббе Лейн
- Фернандо Фернан Гомес — Армандо
- Піна Боттін[it] — Анна
- Франка Маццоні[it] — власниця пансіону
- Альберто де Амічіс — Антоніо

## Навколо фільму
- Дія фільму відбувається між Римом та містечком Рончильйоне (Вітербо). Церквою, де одружується Армандо, є церква Санта-Марія-дель-Орто в районі Рима — Трастевере.

## Нагороди
- 1956 Премія «Срібна стрічка» Італійського національного синдикату кіножурналістів:
  - найкращому акторові — Альберто Сорді